# Тимофеев, Геннадий Геннадьевич
Генна́дий Генна́дьевич Тимофе́ев (род. 24 июня 1963, Ленинград, СССР) — советский и российский футболист, защитник. Мастер спорта СССР.

## Карьера
Воспитанник ленинградского футбола. Первые тренеры — Виктор Григорьевич Мандрин и Виктор Константинович Матренин. Бо́льшую часть карьеры провёл в местном «Зените», цвета которого защищал в 1981—1990 годах. В 1984 году стал чемпионом СССР. В 1990 году перешёл в сухумское «Динамо». В 1992 году подписал контракт с «Дружбой», в составе которой стал полуфиналистом Кубка России 1992/93. В 1995 году пополнил ряды малайзийского клуба «Мелака ТМ». Завершил карьеру в 1997 году в петербургском «Динамо».

## Достижения
- Чемпион СССР: 1984
- Финалист Кубка СССР: 1984
- Финалист Кубка Федерации футбола СССР: 1986
- Обладатель Кубка Малайзии FAM: 1996